# 토마스 림핀젤

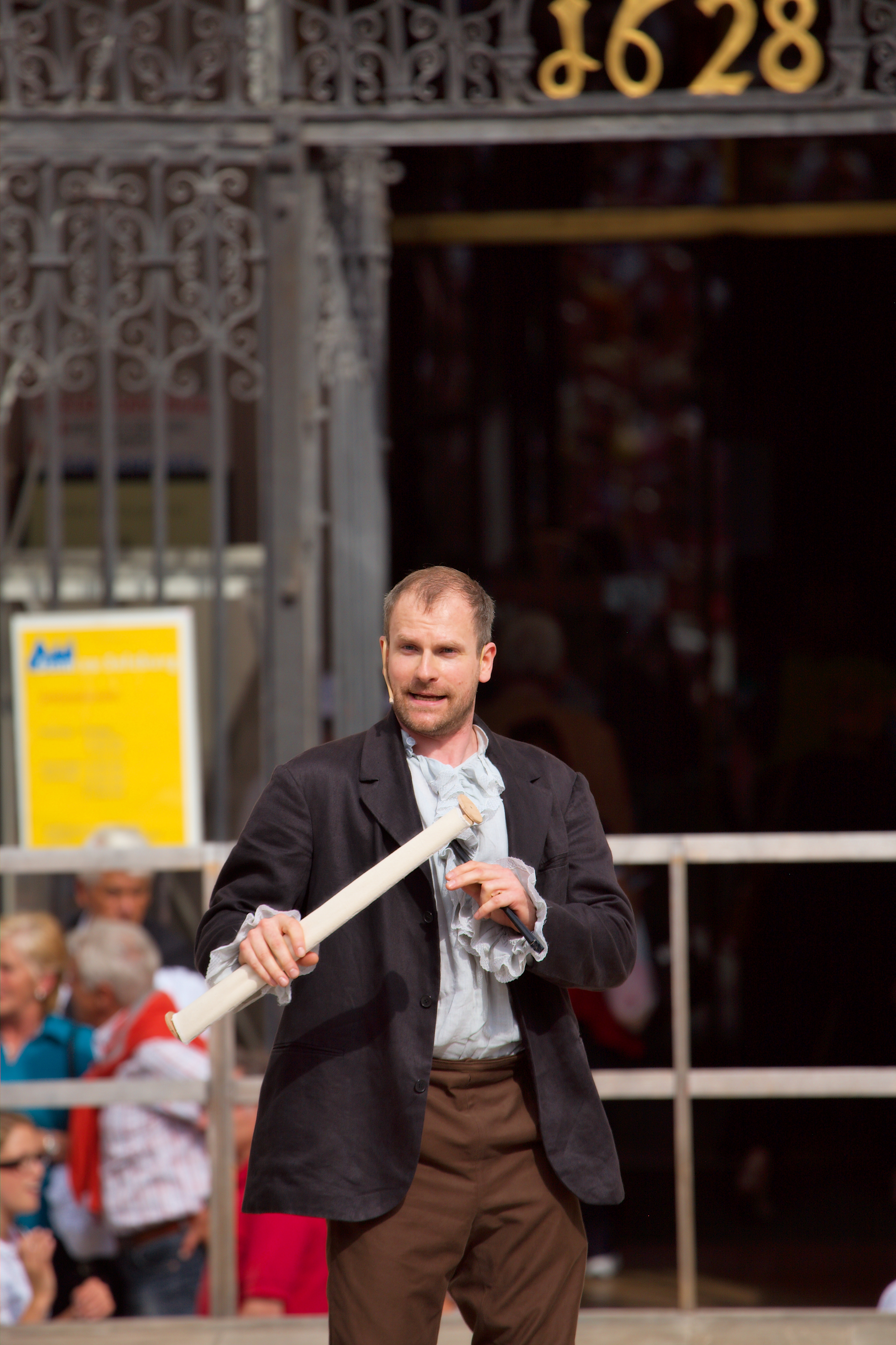
2008년의 림핀젤

토마스 림핀젤(독일어: Thomas Limpinsel, 1965년 1월 1일 ~ )은 독일의 배우이다.

## 영화
- 더 프러시저 (2015년)
- 몬순 베이비 (2014년)
- 플라이츠 오브 팬시 (2014년)
- 브롯 운트 스필레 (2013년) - 헤랄드 렌바흐 역
- 롬멜: 사막의 여우 (2012년) - 호르스트 역
- 뮤즈 (2011년)
- 컬러스 인 더 다크 (2010년)
- 클라라 (2008년)
- 쇼펜 (2006년)
- 다운폴 (2004년) - 친위대 수행원 하인츠 링게 역
- 남편이 어려졌어요! (2003년)